# Mineiros do Tietê
Mineiros do Tietê là một đô thị ở bang São Paulo của Brasil. 
Đô thị này nằm ở vĩ độ 22º24'34" độ vĩ nam và kinh độ 48º27'02" độ vĩ tây, trên khu vực có độ cao 669 m. Dân số năm 2007 ước tính 12.800 người. Đô thị này có diện tích 211,892 km².